# Ülejõe (Anija)
Ülejõe – wieś w Estonii, w prowincji Harju, w gminie Anija. Zamieszkana przez 247 osób (stan na 31.12.2013). We wsi znajduje się ujście rzeki Aavoja do Jägali.